# One More Night (Phil Collins)
One More Night è un singolo del cantante britannico Phil Collins, estratto dall'album No Jacket Required (1985). È stato il primo singolo dell'album distribuito negli Stati Uniti e il secondo nel Regno Unito, dove fu invece distribuito prima Sussudio. Il brano divenne il secondo singolo di Collins a raggiungere il primo posto della Billboard Hot 100 negli Stati Uniti, dopo Against All Odds (Take a Look at Me Now). Nel Regno Unito si piazzò invece al quarto posto della classifica britannica dei singoli.
Il brano rimase in cima alla Billboard Hot 100 per due settimane consecutive nei primi mesi del 1985, prima di venire superato da We Are the World del supergruppo USA for Africa il 13 aprile 1985.
Dopo che i Maroon 5 raggiunsero il primo posto della Billboard Hot 100 nel 2012 con la loro canzone, non correlata a questa, intitolata anch'essa One More Night, le due canzoni divennero una delle rare coppie di canzoni con lo stesso titolo che hanno raggiunto entrambe la prima posizione in classifica.

## Composizione
Collins ha composto il brano partendo da un'improvvisazione sonora con la drum machine, quando ha iniziato a cantarci sopra il ritornello "one more night" nel tentativo di creare un'atmosfera simile ai The Jackson 5. In seguito ha ricordato come la stesura della canzone, che si caratterizza per l'assenza di hook, sia stata completata "molto rapidamente".

## Video musicale
Il videoclip del brano mostra Phil Collins che suona il pianoforte all'interno di un locale chiuso. È stato girato presso un pub di Londra di proprietà di Richard Branson, lo stesso in cui è ambientato anche il video di Sussudio, che si svolge però mentre il locale è ancora aperto e con il pubblico presente.

## Nella cultura di massa
Il brano viene utilizzato in un episodio della serie televisiva britannica Coronation Street (1985), in una scena del film Il colore dei soldi (1986) ed anche in una scena del film italiano Via Montenapoleone (1987) del regista Carlo Vanzina.

## Tracce
- 7"

1. One More Night (Edit) – 4:25
2. The Man with the Horn

- 12"

1. One More Night (Extended Mix) – 6:24
2. I Like the Way

## Formazione
- Phil Collins – voce, drum machine, tastiera
- Daryl Stuermer – chitarra
- Leland Sklar – basso
- Don Myrick – sassofono

## Classifiche
| Classifica (1985)                | Posizione massima |
| -------------------------------- | ----------------- |
| Australia                        | 2                 |
| Austria                          | 6                 |
| Belgio (Fiandre)                 | 9                 |
| Canada                           | 1                 |
| Finlandia                        | 18                |
| Francia                          | 24                |
| Germania                         | 10                |
| Irlanda                          | 4                 |
| Italia                           | 18                |
| Nuova Zelanda                    | 5                 |
| Paesi Bassi                      | 8                 |
| Regno Unito                      | 4                 |
| Spagna                           | 14                |
| Stati Uniti                      | 1                 |
| Stati Uniti (adult contemporary) | 1                 |
| Stati Uniti (mainstream rock)    | 4                 |
| Svizzera                         | 6                 |